# Thomas Gale Moore
Thomas Gale Moore (Washington D. C., 6 de noviembre de 1930) es un experto en regulación de comercio, transporte y privatización y tecnología. Es miembro destacado de varios "think-tanks" americanos de carácter conservador. Se hizo notable por su defensa de la industria tabacalera y más recientemente por su ataque a los fundamentos científicos de la hipótesis de que vivimos un proceso de cambio climático.

## Biografía
De 1985-89 Thomas Gale Moore fue Senior Staff Economist del US Council of Economic Advisers. De 1985 a 89 fue miembro del US Council of Economic Advisers.
Ha sido senior fellow en la Hoover Institution; adjunct Scholar del Cato Institute; miembro de la junta directiva del Competitive Enterprise Institute, de la junta del Institute for Market Economics y el American Conservative Defense Alliance; miembro de la Heritage Foundation, del Independent Institute, de la Independent Commission on Environmental Education (Marshall Institute), la Environmental Literacy Council, el National Center for Policy Analysis y la Reason Foundation.
Ha sido profesor en la Stanford Graduate School of Business; University of California at Los Angeles; Carnegie Institute of Technology y Michigan State University.
Formó parte del panel de expertos encargado de redactar el informe "Science and Environmentalism" que debía servir para exonerar a la industria tabacalera de alegaciones de conducta inapropiada a la hora de comercializar tabaco.
Es también un señalado crítico de las políticas de control del cambio climático.

## Obras
- Thomas Gale Moore 1998 Climate of fear: Why we shouldn't worry about global warming Cato Institute.[6]